# Un canto a Galicia (album)
Un canto a Galicia (dal titolo del singolo omonimo) è un album di Julio Iglesias pubblicato nel 1973.

## Tracce
1. Un canto a Galicia  (Iglesias)  4:18
2. Hombre solitario  (Iglesias, Whittaker)  2:32
3. A veces llegan cartas  (Alejandro, Magdalena)  3:10
4. Rio rebelde  (Aguirre, Uballes)  2:56
5. Si volvieras otra vez  (Iglesias)  3:41
6. Por una mujer  (Iglesias)  4:56
7. No soy de aquí  Cabral 3:46
8. En un rincón del desván  (Farrán, Iglesias)  4:32
9. Sweet Caroline  (Diamond)  3:41
10. Como el álamo al camino  (Iglesias)  3:48